# Деифонтес
Деифонтес (на испански: Deifontes) е населено място и община в Испания. Намира се в провинция Гранада, в състава на автономната област Андалусия. Общината влиза в състава на района (комарка) Лос Монтес. Заема площ от 40 km². Населението му е 2528 души (по данни от 2010 г.).